# Тврдошін (округа)
Окрес Тврдошін (словац. okres Tvrdošín), в складі Жилінського краю Словаччини. Адміністративний центр — містечко Тврдошін. Загалом входить до історичної області «жупан Орава» й знаходиться на півночому-сході краю та півночі Словаччини, в пониззі річки Орава та гірських відрогах Західних Карпат.

## Розташування
Окрес Тврдошін є крайньою півночо-сходною територією Жилінського краю та межує на півночі з Польщею. Займає переважно передгірські території, загалом становить 479 км² з населенням близько 34 000 мешканців. Центральною віссю округи є низовина річки Орава, яка зі всіх сторін обмежена гірськими відрогами хребтів — Оравської Магури (Oravská Magura), Низькі Татри (Nízke Tatry) та Західні Татри (Západné Tatry) — підодиниці Ліптовські Татри; Особіта; Рогаче і Сивий верх.

## Населення
| Рік:            | 1994.  | 2004.   | 2014.   | 2024.   |
| --------------- | ------ | ------- | ------- | ------- |
| Кількість осіб: | 33 588 | 35 541  | 36 066  | 35 749  |
| Різниця:        |        | +5,81 % | +1,47 % | -0,87 % |

| Рік:            | 2023.  | 2024.   |
| --------------- | ------ | ------- |
| Кількість осіб: | 35 745 | 35 749  |
| Різниця:        |        | +0,01 % |

## Адміністративний поділ
Адміністративна одиниця — окрес Тврдошін — вперше була сформована 1918 року, ще за мадярських часів. З середини 20 століття він вже сформувався остаточно, до нього входять громади: 13 сіл (обец) та два містечка — сам центр округи містечко Тврдошін та Трстена (Trstená).
Перелік обец, що входять до окреси Тврдошін та їх орієнтовне розташування — супутникові знимки [Архівовано 22 червня 2007 у Wayback Machine.]:
| - Брезовіца (Brezovica) - Вітанова (Vitanová) - Габовка (Habovka) - Гладовка (Hladovka) - Забєдово (Zábiedovo) - Зуберец (Zuberec) - Льєсек (Liesek) - Ніжна (Nižná) - Оравски Бєли Поток (Oravský Biely Potok) - Подбєл (Podbiel) - Суха Гора (Suchá Hora) - Штефанов-над-Оравоу (Štefanov nad Oravou) - Чімхова (Čimhová) |